# سارة هاكيت ستيفنسون
سارة هاكيت ستيفنسون (بالإنجليزية: Sarah Hackett Stevenson)‏ هي طبيبة أمريكية، ولدت في 2 فبراير 1841 في مقاطعة أوغل في الولايات المتحدة، وتوفيت في 14 أغسطس 1909.